# MacBook
MacBook là dòng máy tính xách tay Macintosh được Apple Inc. thiết kế, sản xuất và bán từ tháng 5 năm 2006 đến tháng 2 năm 2012. Một dòng máy tính mới cùng tên đã được phát hành vào năm 2015, phục vụ cho mục đích tương tự như một máy tính xách tay. Nó đã thay thế dòng máy tính xách tay iBook và dòng PowerBook 12 inch như một phần trong quá trình chuyển đổi của Apple từ PowerPC sang bộ xử lý Intel. Được định vị là cấp thấp của gia đình MacBook, dưới MacBook Air và MacBook Pro, MacBook nhắm đến thị trường tiêu dùng và giáo dục. Đó là chiếc Macintosh bán chạy nhất từ trước đến nay. Trong năm tháng năm 2008, nó là máy tính xách tay bán chạy nhất của bất kỳ thương hiệu nào trong các cửa hàng bán lẻ ở Mỹ. Nói chung, thương hiệu MacBook là "dòng máy tính xách tay cao cấp bán chạy nhất thế giới".
Đã có bốn thiết kế riêng biệt của MacBook. Mô hình ban đầu sử dụng kết hợp vỏ polycacbonat và sợi thủy tinh được mô phỏng theo iBook G4. Loại thứ hai được giới thiệu vào tháng 10 năm 2008 cùng với MacBook Pro 15 inch; MacBook đã chia sẻ vỏ nhôm unibody đắt tiền hơn của máy tính xách tay, nhưng đã bỏ qua FireWire. Một thiết kế thứ ba, được giới thiệu vào cuối năm 2009, có vỏ bọc bằng nhựa polycarbonate.
Vào ngày 20 tháng 7 năm 2011, MacBook đã ngừng cung cấp cho người tiêu dùng vì nó đã được thay thế một cách hiệu quả bởi MacBook Air có giá bán lẻ thấp hơn. Apple tiếp tục bán MacBook cho các tổ chức giáo dục cho đến tháng 2 năm 2012.

## Thế hệ 1: Polycacbonat

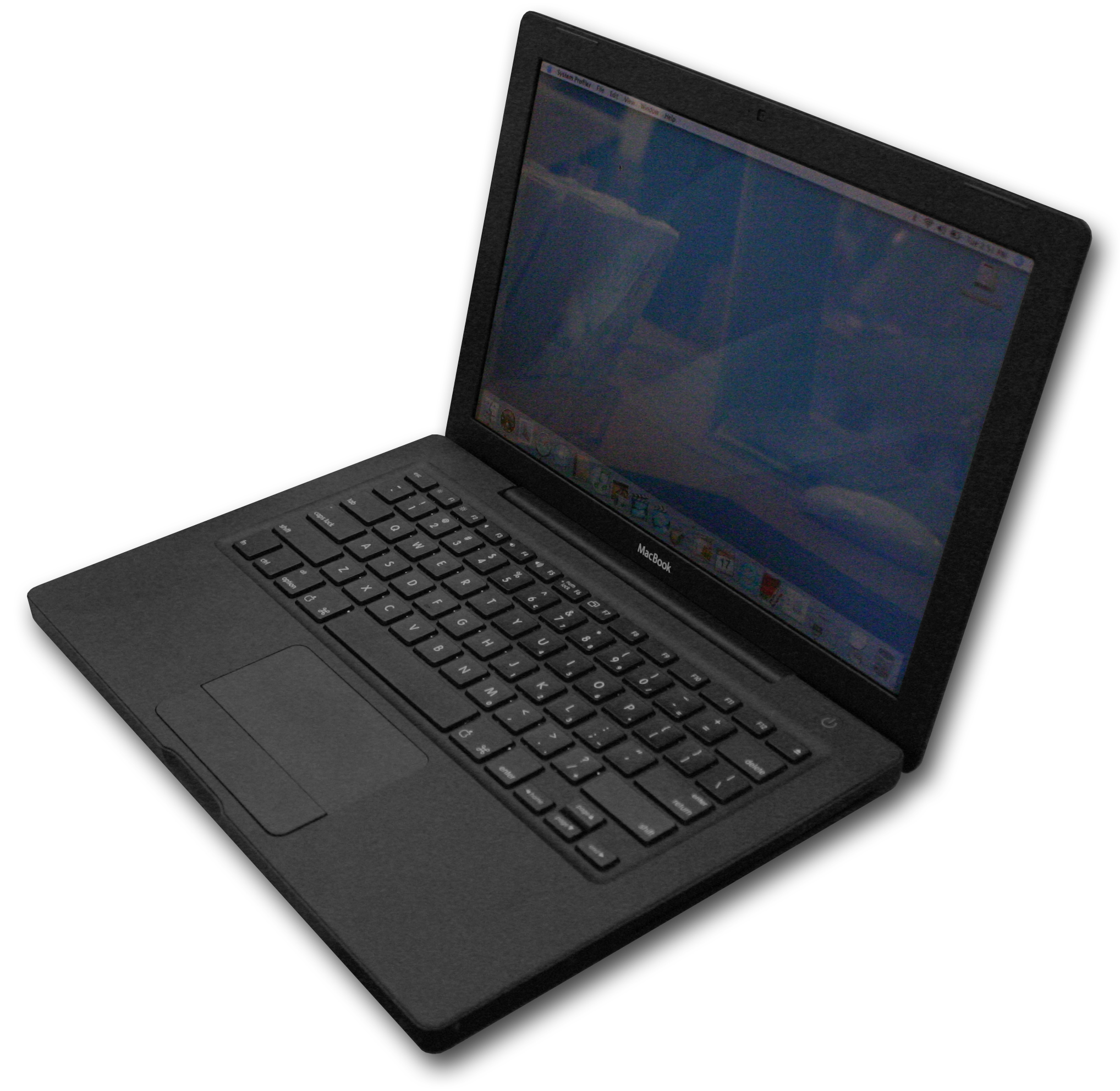
MacBook polycarbonate đen thế hệ đầu tiên, 2006

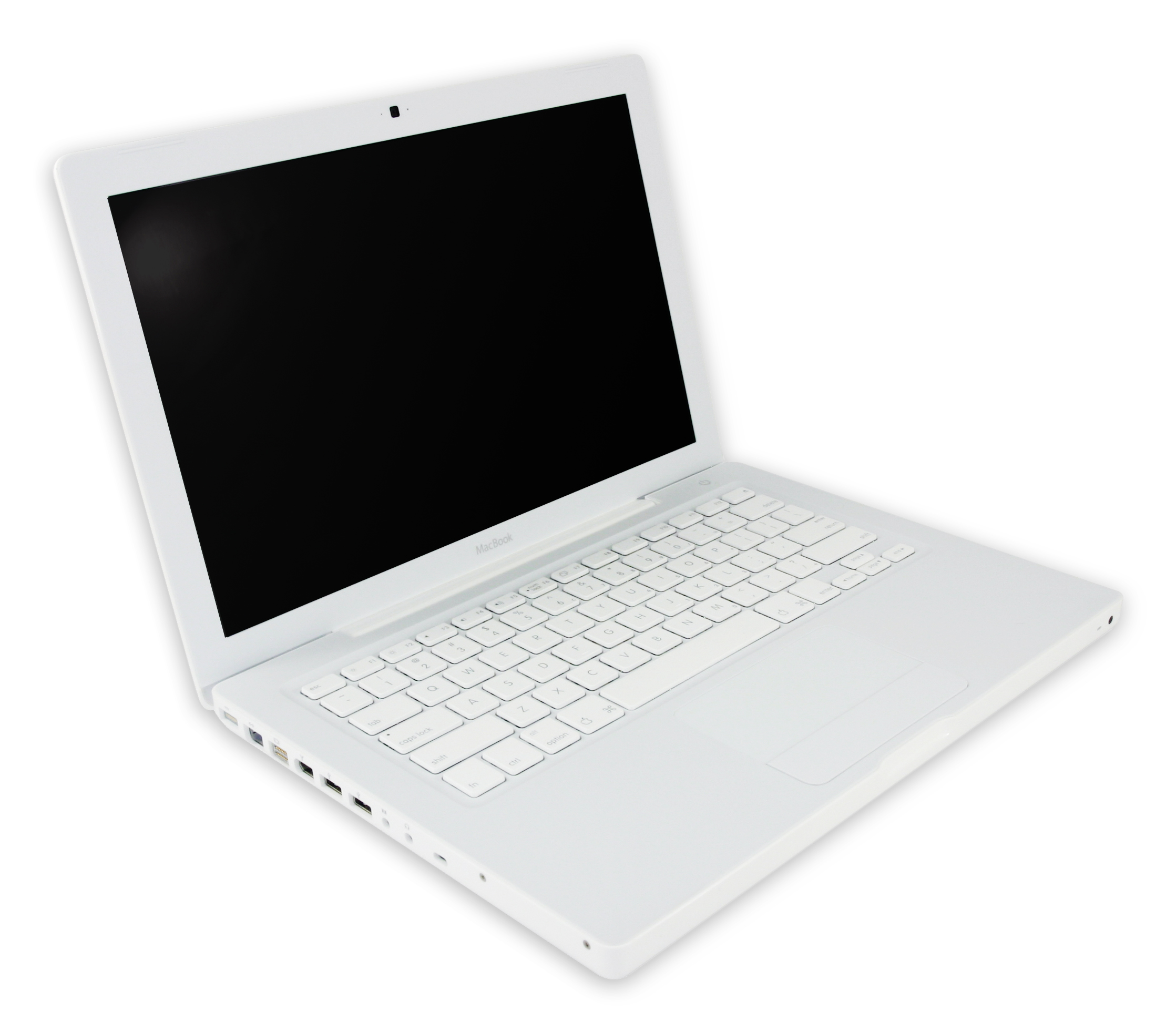
MacBook polycarbonate trắng thế hệ đầu tiên, 2006

Thế hệ đầu tiên của MacBook có màu đen và trắng, được phát hành vào ngày 28 tháng 6 năm 2006, sử dụng Intel Core Duo và bộ xử lý 945GM chipset. Các phiên bản sau của MacBook đã chuyển sang bộ xử lý Core 2 Duo và chipset GM965, với đồ họa tích hợp GMA X3100 của Intel trên 800 MHz. Doanh số của MacBook polycarbonate đen đã ngừng vào tháng 10 năm 2008, sau khi giới thiệu MacBook nhôm.

## Phê bình và hạn chế
Đáy cao su của MacBook đã bị bong ra. Apple đã nhận thấy đây là một lỗ hổng và sẽ thay thế miễn phí, có hoặc không có bảo hành. Một số người tiêu dùng cũng đã báo cáo lỗi về màn hình LCD của họ trong các mẫu máy tính giữa năm 2010.
Bộ điều hợp nguồn MagSafe của MacBook đã bị sờn, vỡ và ngừng hoạt động. Sau một vụ kiện, Apple thay thế các bộ điều hợp này cho cư dân Hoa Kỳ bằng các bộ điều hợp bị ảnh hưởng, được mua (hoặc nhận làm quà tặng) bằng máy tính hoặc làm phụ kiện.
Một số MacBook bị ảnh hưởng bởi lỗ hổng iSeeYou, có khả năng cho phép camera iSight của họ ghi lại người dùng mà không có sự cho phép của người dùng.